# Le Petit Prince
Le Petit Prince (pronúncia em francês: [lə.pə.tiˈpʁɛ̃s]) (prt: O Principezinho; bra: O Pequeno Príncipe) é uma novela do escritor, aviador aristocrata francês Antoine de Saint-Exupéry, originalmente publicada em inglês e francês em abril de 1943 nos Estados Unidos.
Durante a Segunda Guerra Mundial, Saint-Exupéry foi exilado para a América do Norte. Em meio a turbulências pessoais e sua saúde falhando, ele produziu quase metade das obras no qual ele seria lembrado, incluindo o conto de solidão, amizade, amor e perda, em forma de um jovem príncipe que caiu na Terra. Um livro de memórias feito pelo autor que contava suas experiências de aviação no deserto do Saara, e é pensado que ele usou estas experiências como base para a novela.
Em abril de 1943, Saint-Exupéry deixou os Estados Unidos para combater as tropas nazis e deu o manuscrito à sua companheira, a jornalista Sylvia Hamilton, que o vendeu à Morgan Library & Museum de Nova Iorque 25 anos depois.
Se trata de uma das obras literárias mais traduzidas no mundo, tendo sido publicado em mais de 220 idiomas e dialetos. O autor do livro foi também autor das ilustrações originais. Em Portugal, O Principezinho integra o conjunto de obras sugeridas para leitura integral, na disciplina de Língua Portuguesa, no 2º Ciclo do Ensino Básico e também foi traduzido para o Mirandês, com o título de "L Princepico".

## Enredo
A história começa com o narrador descrevendo suas recordações, em que aos 6 anos de idade fez um desenho de uma jiboia que havia engolido um elefante. Quando perguntava o que os adultos viam em seu desenho, todos eles achavam que o garoto havia desenhado um chapéu. Ao corrigir as pessoas sobre seu desenho, era sempre respondido que precisava de um hobby mais sério e maduro. O narrador então lamenta a falta de criatividade demonstrada pelos adultos.
Sem incentivos e decepcionado com as reações, ele desiste da carreira de pintor, e se torna aviador. Durante seu voo, ocorre uma pane em seu avião no deserto do Saara. Ao acordar, depois do acidente, se depara com um menino que o autor descreve como tendo cabelos de ouro e um cachecol amarelo, que lhe pede para desenhar uma ovelha. O narrador então mostra-lhe o seu antigo desenho do elefante dentro de uma jiboia, e para sua surpresa, o menino interpreta-o corretamente, apesar de estar insatisfeito pois ainda queria o desenho de um carneiro.
Conforme a história passa, o aviador descobre que o menino vive no asteroide B-612, no qual há apenas uma rosa que fala com ele, que o asteroide tem três vulcões (sendo um deles extinto), e ainda dos baobás que o principezinho teme, por não querer que tomem conta do asteroide; ele assiste quarenta e três pores do sol para divertir-se ou quando está triste.
O autor conta um pouco da história dele, e a história de como o principezinho havia chegado ao Deserto do Saara, fala de como são as crianças, e de como são as pessoas grandes; e envolve o leitor em mais um mistério no capítulo XXVII: que fala que o carneiro que desenhou para o principezinho poderia comer a sua flor.

## Inspirações
Em Le Petit Prince, seu narrador, o aviador, fala sobre ter ficado preso num deserto após seu avião ter caído. Essa situação foi baseada num incidente com o autor no deserto do Saara, descrito com detalhes em seu livro de memórias Terre des hommes em 1939.
Em 30 de Dezembro de 1935, às 02h45 AM, depois de 19 horas e 44 minutos no ar, Saint-Exupéry e seu copiloto André Prévot caíram no deserto do Saara.
O Pequeno Príncipe retoma o esquema do conto filosófico criado por Voltaire. Especificamente, guarda certa semelhança com Micromégas, um gigante de Sirius que decide aventurar-se pelo Universo, visita o Sistema Solar e vem parar na Terra, discutindo filosofia com os seres humanos. Também o principezinho visita vários asteroides/planetas e discute filosofia.

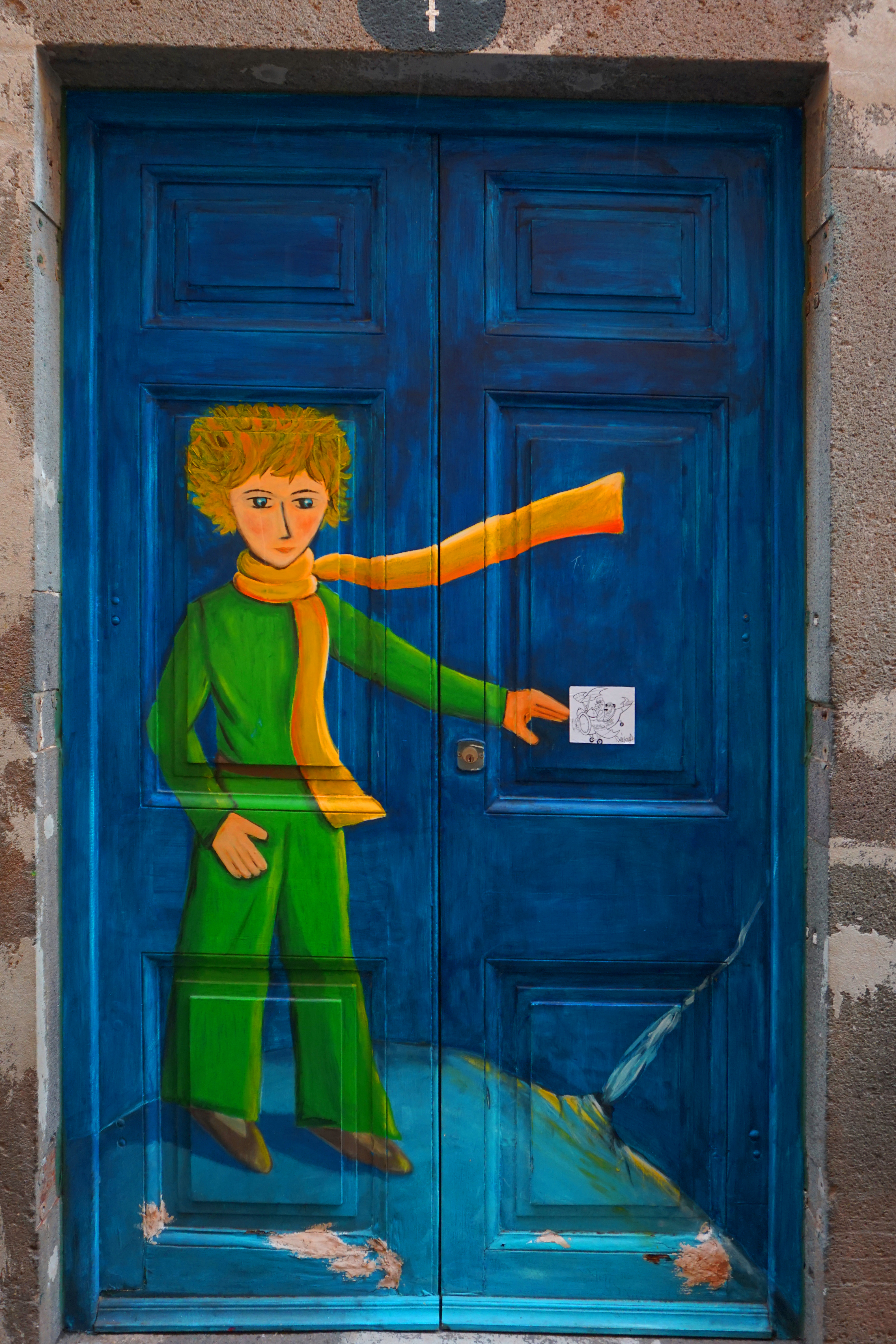
O Pequeno Príncipe como parte de um projecto de arte de rua no Funchal (Madeira)

## Adaptações
- Um filme musical intitulado The Little Prince foi feito baseado no livro e lançado em 1974.
- Na década de 1980 foi lançada uma série de desenhos animados chamada As Aventuras do Pequeno Príncipe. A série foi feita pelo estúdio de animação "Vóvó Chantre" e foi ao ar pela primeira vez no Japão em 1978 sob o título Hoshi no Ōjisama Puchi Purinsu (星の王子さま　プチ・プリンス, Prince of the Stars: Petit Prince).[11][12]
- Em 2015, foi lançada uma animação cinematográfica como sequência do livro, utilizando técnicas de computação gráfica e stop-motion. O diretor da produção é Mark Osborne, o mesmo de Kung Fu Panda.
- No teatro entrou em cartaz em 2016 uma versão do livro adaptada e dirigida por Tony Giusti, (ator, dramaturgo e diretor do Nosso Grupo de Teatro), sua primeira temporada estreou no Top Teatro, no bairro da Bela Vista em São Paulo-SP.
- Em dezembro de 2016, o Departamento de Livro, Leitura, Literatura e Bibliotecas (DLLLB) do Ministério da Cultura do Brasil (Minc) lança o primeiro livro com acessibilidade e em múltiplos formatos, O Pequeno Príncipe, com um kit seguindo os protocolos internacionais de acessibilidade, durante o seminário Autonomia e Direito para Todos em Brasília.[13][14] O kit organizado pelo diretor do DLLLB Cristian Brayner, é formado por um áudiolivro em DVD (com gravação em audiovisual, descrição das imagens, interpretação em libras e, legendas) e o seminário são parte do Tratado de Marraquexe e do projeto Acessibilidade em Bibliotecas Públicas desenvolvido em parceria com a oscip Mais Diferenças e, comemoração aos 10 anos de convenção da Organização das Nações Unidas (ONU) sobre o Dia Internacional da Pessoa com Deficiência e,[13][14] também a comemoração do primeiro ano de Lei Brasileira de Inclusão (sancionada em 2015).[13]

## Honras e legado
O Morgan Library & Museum de Nova Iorque montou três exposições do manuscrito original de Antoine de Saint-Exupéry, sendo a primeira em 1994 no aniversário de 50 anos da publicação da história, sendo seguido pela celebração do centenário do nascimento do autor em 2000, e a última e maior exibição em 2014 honrando o 70.º aniversário do conto.
No Japão, há um museu em Hakone dedicado ao personagem principal do livro.
No Brasil, em Florianópolis, a Avenida Pequeno Príncipe leva o nome da obra, numa homenagem a Saint-Exupéry, que passou pela cidade durante sua carreira de aviador e cuja presença se tornou parte da cultura local.
O manuscrito da obra, será exibido pela primeira vez, numa mostra dedicada ao seu criador no Museu de Artes Decorativas de Paris em 2022.